# Lanocira gardineri
Lanocira gardineri là một loài chân đều trong họ Corallanidae. Loài này được Stebbing miêu tả khoa học năm 1904.